# Осьмак, Василий Александрович
Васи́лий Алекса́ндрович Осьма́к (20 апреля 1870, Гоголев, Черниговская губерния — 7 января 1942, Киев) — украинский советский  архитектор, учёный и преподаватель, потомок Старшины Казацкой Украины 17-18 в.

## Жизнеописание
Родился в селе Гоголев Остёрского уезда Черниговской губернии (теперь Броварский район Киевской области). Казацкого происхождения, потомок древних казачьих родов Заднепровья и Губернии Черниговской, его Дед, Казак Моисей Осьмак был Главой Местечка Гоголева в 19 веке.
Окончил в 1888 году 2-ю Киевскую гимназию.
Учился в университете Святого Владимира (1888—1890) и Петербургском университете (1890—1895). В 1900—1912 годах работал преподавателем, с 1917 года — профессор Киевского политехнического института.
Женат на дочери директора Владимирского Киевского кадетского корпуса генерал-майора Павла Александровича Алексеева, Марии Павловне Алексеевой. Трое детей — Владимир; Ольга (27.10.1894-2.9.1974), замужем за Юрием Сергеевичем Григорьевичем-Барским; в эмиграции в Югославии и США; Наталия.
Принимал участие в проектировании множества архитектурных сооружений, ставших украшением современного Киева.

## Проекты в Киеве
- Национальная библиотека имени В. И. Вернадского (1914—1930)
- Библиотека университета (1932)
- Здание Высших женских курсов и Технического общества (1911-14; ул. О. Гончара, 55 и 55б)
- Комплекс зданий Клинического местечка (Хирургическая клиника) (1912-14; ул. Н. Амосова, 7)
- Доходный дом (1912; ул. О. Гончара, 44)
- Гимназия Дучинской (ул. М. Коцюбинского, 7)
- Гимназия А. Жекулиной (1911; ул. Артёма, 27)
- Особняк доктора Дитерихса (ул. М. Коцюбинского, 3)
- Театр оперетты (1901—1902, соавтор архитектор Г. М. Антокольский)
- Приют (1900; ул. Фурманова, 1/5)
- Клуб ГПУ (1930, ул. Липская, 15/17), ныне — Киевский академический театр юного зрителя на Липках
- Стадион «Динамо» (соавтор архитектор В. Т. Беспалый)
- Здание земской больницы и школы в родном селе Гоголеве (1910).